# Rubus armeniacus

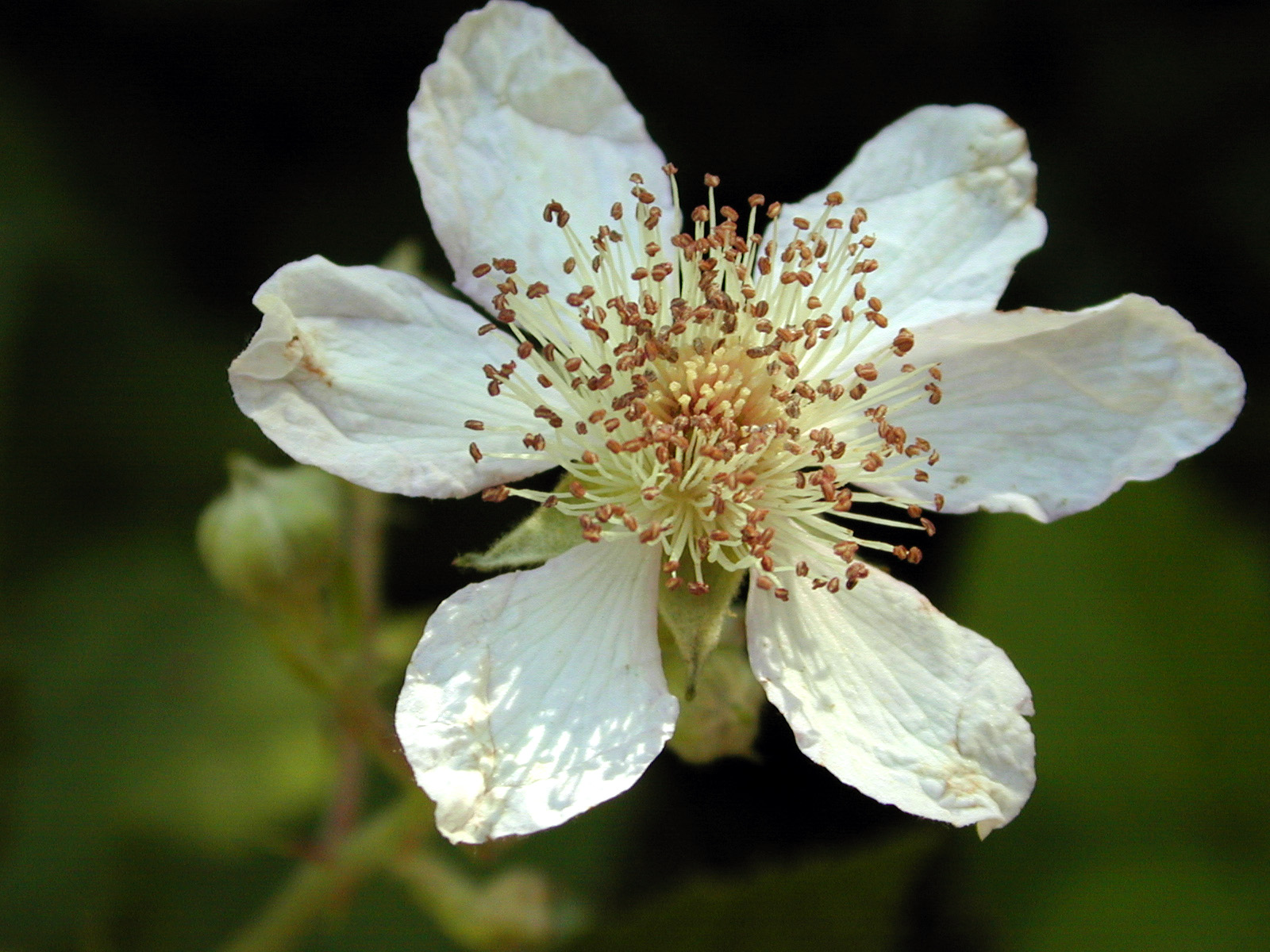
Hoa của R. armeniacus

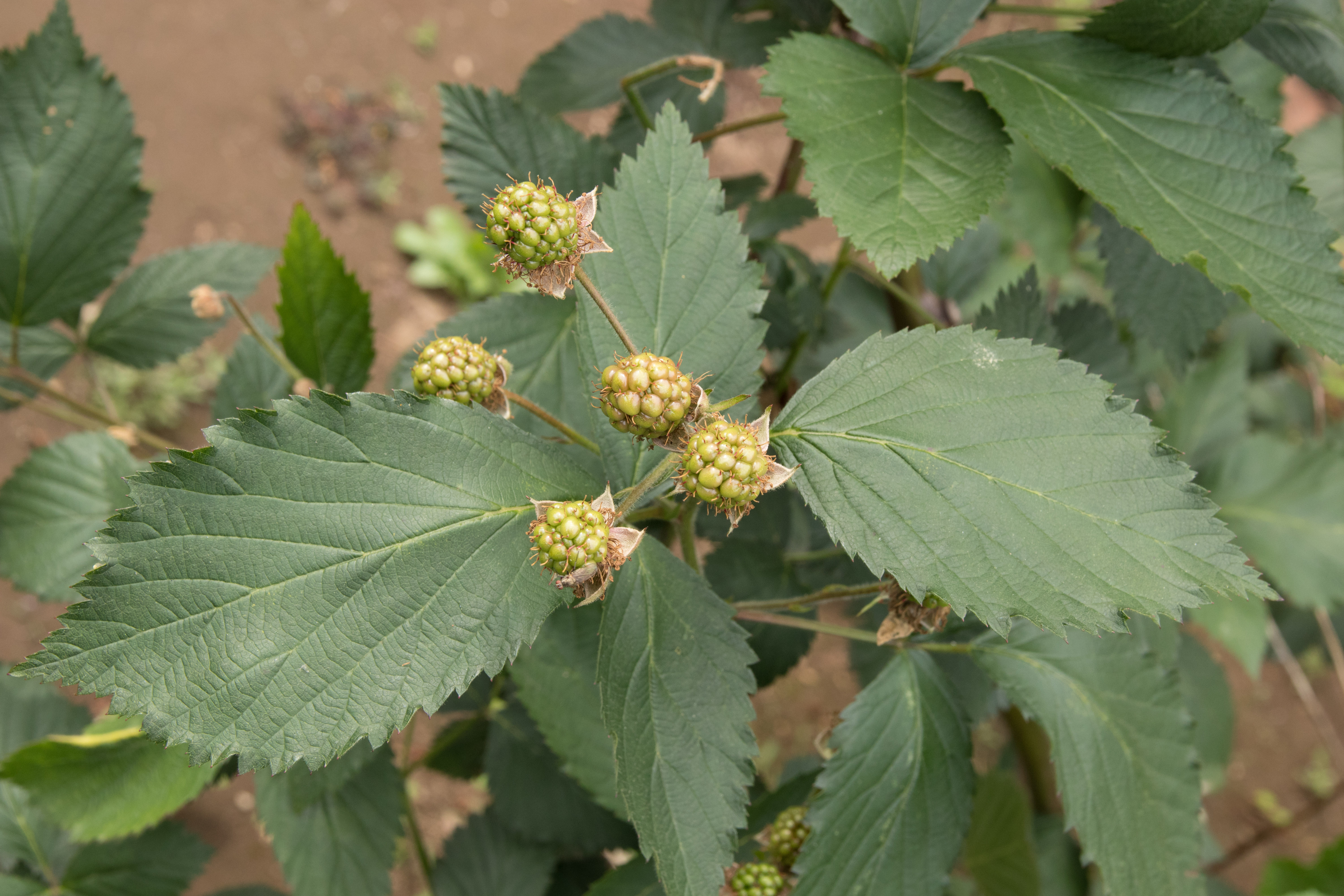
Lá và quả non của R. armeniacus

Rubus armeniacus, hay còn gọi là mâm xôi Himalaya hoặc mâm xôi Armenia, là một loài thực vật có hoa thuộc chi Mâm xôi. Loài này có nguồn gốc từ quốc gia Armenia và miền bắc Iran, cũng được tìm thấy trong trạng thái hoang dã ở những nước thuộc khu vực ôn đới.

## Nhầm lẫn
Nhiều tài liệu đề cập đến R. armeniacus với một trong hai cái tên là Rubus procerus hoặc Rubus discolor, và xem nó là loài bản địa của vùng Tây Âu, gây ra nhiều sự nhầm lẫn. Việc phân loại của R. armeniacus cũng không ổn định, khi thỉnh thoảng nó được sử dụng tên khoa học của loài Rubus bifrons.

## Mô tả
R. armeniacus là một cây thân thảo lâu năm. Thân cây non phát triển mạnh mẽ, có thể đạt tới chiều cao khoảng 3 - 5 mét và lan thành bụi dài hơn 10 mét, đầy gai nhọn. Lá có răng cưa, dài 3 – 12 cm và rộng khoảng 2–3 cm, có màu hơi đỏ ở mặt trên nếu tiếp xúc nhiều với ánh sáng mặt trời, dọc đường gân giữa ở mặt dưới của là những cái gai nhọn màu đỏ. Hoa bắt đầu nở từ năm thứ hai của cây con, nở cuối mùa xuân đến đầu mùa hè, có màu trắng hoặc hồng nhạt, mỗi hoa có đường kính khoảng 2 - 2,5 cm. Quả là tập hợp những quả hạch màu đen hoặc tím, bóng, tạo thành đường kính khoảng 1,3 – 2 cm, ăn được.
Loài này đã được du nhập vào châu Âu vào năm 1835, đến Úc và Bắc Mỹ vào năm 1885, được trồng thương mại cùng với các loại mâm xôi khác. Nhưng R. armeniacus nhanh chóng trở thành một loài xâm lấn ở hầu hết các nước ôn đới, kiểm soát bởi vì chim và các động vật khác đã lan truyền hạt của nó. Vì thế, ở một số khu vực, loài này được trồng để lấy quả mọng, nhưng ở nhiều nơi, nó được coi là một loại cỏ dại độc hại và một loài xâm lấn.